# Покровка (Тихвинский сельсовет)
Покро́вка — деревня в Добринском районе Липецкой области России. Входит в состав Тихвинского сельсовета.

## География
Расположено на правом берегу реки Плавица.
Населенные пункты, расположенные в ближайшей удаленности:
- Благодать ~ 0,72 км
- Никольское 2-е ~ 0,79 км
- Плавица ~ 1,72 км.

Название по религиозному празднику — Покрову Пресвятой Богородицы. Деревня находилась в приходе Покровской церкви села Павловка.

## История
1781 году земли были куплены из казны полковником Фёдором Гавриловичем Вишневским.
В 1852 году было проведено новое межевание земель и в документах указано «Форбанова, Плавица тож, а ныне сельца Покровское штабс-капитанши Марии Михайловны Ханыковой».
В 1862 году насчитывалось 48 дворов с 184 жителями и имелся конный завод.
Входила в состав Павловской волости Усманского уезда Тамбовской губернии.
В 1910 году было 22 двора с 138 жителями.
В 1914 году насчитывалось 118 жителей.

## Население
| 2010 |
| ---- |
| 40   |

## Объекты культурного наследия
- Памятник археологии. Поселение XII—XIV вв.  исторический памятник[7]